# La Jungle rugit
Pour plus de détails, voir Fiche technique et Distribution.
La Jungle rugit (Drums of the Congo) est un film américain en noir et blanc réalisé par Christy Cabanne, sorti en 1942.

## Synopsis
Congo, Afrique centrale, 1942. Kirk Armstrong, capitaine des services secrets de la marine américaine, est à la recherche d'un métal rare dans la jungle, vital pour la guerre. Il est aidé dans sa recherche par un missionnaire, le docteur Ann Montgomery, et par un chasseur bon vivant, "bwana" Congo Jack. Cependant, un groupe de nazis dirigé par Enid Waldron, est également en quête du précieux métal, et est prêt à tout pour l'obtenir.

## Fiche technique
- Titre français : La Jungle rugit
- Titre original : Drums of the Congo
- Réalisation : Christy Cabanne
- Scénario : Paul Huston, Roy Chanslor
- Musique : Hans J. Salter
- Photographie : George Robinson
- Montage : Maurice Wright
- Producteur : Henry MacRae
- Société de distribution : Universal Pictures
- Pays de production :  États-Unis
- Langue d'origine : anglais américain
- Genre : aventure, action
- Format : noir et blanc — 35 mm — 1,37:1 — son mono (Western Electric Mirrophonic Recording)
- Durée : 61 minutes
- Dates de sortie : 
  - États-Unis : 17 juillet 1942
  - France : 23 août 1950

## Distribution
- Ona Munson : docteur Ann Montgomery
- Stuart Erwin : Congo Jack
- Peggy Moran : Enid Waldron
- Don Terry : capitaine Kirk Armstrong
- Richard Lane : Coutlass
- Jules Bledsoe : Kalu
- Turhan Bey : Juma
- Dorothy Dandridge : la princesse Malimi
- Ernest Whitman : le roi Malaba
- Edwin Stanley : le colonel S.C. Robinson (crédité Ed Stanley)
- Jess Lee Brooks : le chef Madjeduka
- Napoleon Simpson : Taroka Leader